# 250 av. J.-C.
Cette page concerne l'année 250 av. J.-C. du calendrier julien proleptique.

## Événements
- 18 mai (21 avril du calendrier romain) : début à Rome du consulat  de Caius Atilius Regulus Serranus II et Lucius Manlius Vulso Longus II[1].

- Juin : victoire du proconsul Lucius Caecilius Metellus et de la nouvelle flotte romaine sur Hasdrubal à la bataille de Panormus en Sicile[2]. Les deux consuls établissent le siège de Lilybée, qui résiste[1].
- 15 septembre : en Chine, mort de Xiaowen, roi de Qin, trois jours après son couronnement. Son fils Zichu lui succède sous le nom de règne de Zhuangxiang (fin en 247 av. J.-C.)[3].

- À la mort de Magas de Cyrène (258 ou 250 av. J.-C., date discutée)[4], Démétrios Kallos, fiancé à sa fille Bérénice, est désigné pour régner sur la Cyrénaïque. Il est assassiné peu après avoir été surpris dans le lit de sa future belle-mère, Apama[5].
- Début du règne de Mithridate II, roi du Pont[6].
- Prise de Nisa par le chef des Parni Arsace et son frère Tiridate, qui conduisent leur peuple des steppes du Turkestan jusqu’au plateau iranien[7]. Ils fondent une dynastie indépendante de l’empire séleucide (Parthes arsacides) basée à Nisa, dans le Turkménistan. Retranché sur des hauteurs inaccessibles, Arsace procède à des incursions fructueuses dans le plat pays, toujours aux mains des Séleucides. Il meurt au cours d’une de ses expéditions (247 av. J.-C.). Selon Strabon, la région habitée par les Parthes, hérissée de montagnes et de forêts, est pauvre et stérile, et par là méprisée par les Macédoniens.
- Début du règne de Diodote Ier, roi grec de Bactriane (fin en 234 av. J.-C.). Fondation du royaume gréco-bactrien[8].
- Selon les auteurs romains, Regulus est supplicié à Carthage après l’échec de ses négociations de paix[1].
- Début du règne du roi illyrien Agron[9] (fin en 231 av. J.-C.).

## Décès en 250 av. J.-C.
- 15 septembre : Xiaowen, roi de Qin.
- Théocrite de Syracuse, poète (né en -305). Il a créé, à Cos et Alexandrie, le genre de l’idylle bucolique et donné sa forme la plus achevée au mime, avec des tableaux exquis de la vie urbaine (les Magiciennes, les Syracusaines).
- Hérophile, médecin grec.
- Lie Yukou, philosophe chinois (date approximative)
- Gongsun Long, logicien chinois.